# ボスターン
ボスターン（ペルシア語: بستان; Bostān）はイラン・フーゼスターン州の市（シャフル）。ダシュテ・アーザーデガーン郡に属し、ボスターン地区（バフシュ）の中心市。フーゼスターン州の西辺にあってイラク国境に近い。

## 歴史
ボスターンはイラン・イラク戦争中の両軍の戦闘により有名である。イラク軍はアフヴァーズ進出のため1980年9月26日（イラン暦1359年メフル月4日）、ボスターンを占領下に置いた。同30日（同8日）、一時的に奪還されるものの、10月13日（同21日）に再占領。以降、1981年12月1日（1360年アーザル月10日）、タリーゴルゴドゥス作戦まで占領下に留まることになった。